# Freestyle Motocross
El Freestyle Motocross («Motocròs d'estil lliure»), conegut també com a Motocross FMX i abreujat FMX, és un esport extrem de risc consistent a fer tota mena d'acrobàcies a l'aire mentre se salta amb una motocicleta de motocròs.

## Descripció
Dues grans rampes, una de sortida i una de recepció, serveixen als participants per a executar les més arriscades maniobres a l'aire, a uns quants metres del terra.
Les figures acrobàtiques s'anomenen «trucs» o «figures» i reben noms descriptius de dues maneres:
- Responent a la inspiració del seu creador:
  - Hart Attack
  - Tsunami
  - Nac Nac
  - Stripper
  - etc.

o bé
- Simple descripció dels moviments realitzats pel pilot a l'aire i a la recepció ("aterratge"): 
  - Backflip No Footer
  - Backflip One-Handed Can-Can
  - etc.

## Història

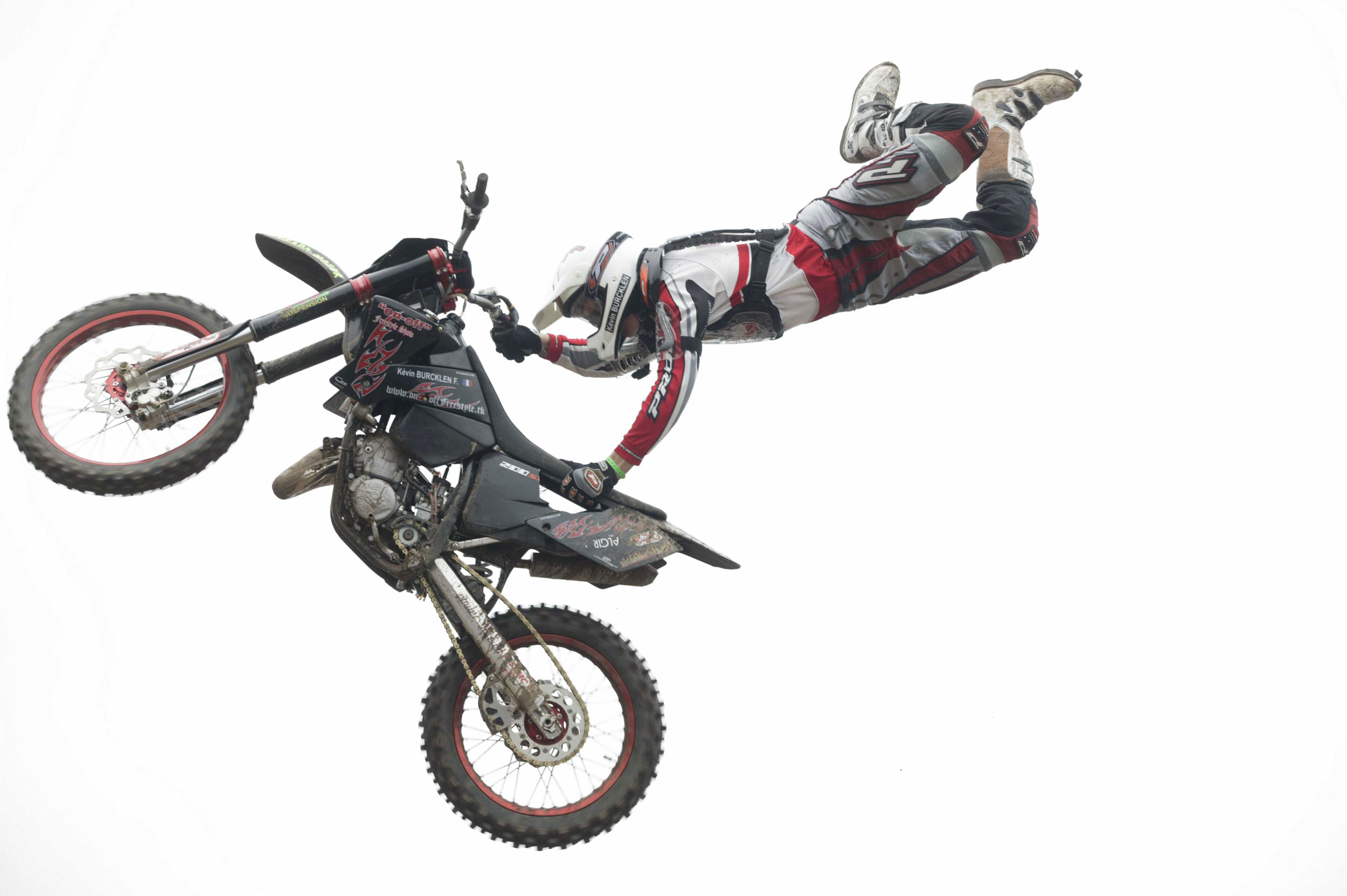
Pilot de FMX fent una figura

Els inicis del Freestyle MX es remunten als anys 90, quan s'originà als EUA arran de les celebracions que feien els pilots de Supercross en guanyar una cursa, tot festejant el seu èxit amb un salt entre els obstacles com més arriscat millor (una mica com el "cavallet" que fan els pilots de velocitat durant la volta d'honor). Els màxims exponents internacionals d'aquesta disciplina són majoritàriament estatunidencs, com ara Carey Hart, Nate Adams, Kenny Bartram o Travis Pastrana. N'hi ha també alguns de catalans, com ara Josep Miralles i Edgar Torronteras.
L'any 2000, el Freestyle MX fou reconegut oficialment com a esport fora d'asfalt. Aquell mateix any es produí una de les fites històriques d'aquesta disciplina: l'execució per part de Carey Hart del primer backflip mortal enrere, un salt que actualment ha esdevingut indispensable per a tot practicant de FMX. Malgrat que la recepció no fou bona, aquest salt va iniciar una nova etapa.
Uns anys després aparegué el súmmum dels trucs: la doble tombarella enrere, figura que aconseguí realitzar Travis Pastrana per primer cop durant els X-Games del 2006. Més tard Scott Murray la va fer al Supercross de Gènova del 2007, després d'un primer intent fallat als X-Games d'aquell mateix any. Pastrana i Murray són els dos únics especialistes que han fet la doble tombarella enrere a la perfecció en competició oficial.

## Esdeveniments
Actualment hi ha moltes competicions i exhibicios de FMX al món, i l'ens que s'encarrega de regular-les internacionalment és l'IFMXF, International Freestyle Motocross.
A Catalunya se'n celebren proves sovint, essent la més popular de totes el Freestyle Masters MX Barcelona, que es disputa anualment cap a novembre al Palau Sant Jordi.